# Viktorija Komova
Viktorija Aleksandrovna Komova (in russo Виктория Александровна Комова?; Voronež, 30 gennaio 1995) è un'ex ginnasta russa, campionessa mondiale alle parallele nel 2011 e 2015, vice-campionessa olimpica nel concorso individuale e nel concorso a squadre ai Giochi Olimpici di Londra 2012 e campionessa nel concorso individuale, al volteggio e alle parallele ai Giochi Olimpici Giovanili di Singapore.
È figlia della campionessa mondiale sovietica Vera Kolesnikova e del ginnasta Aleksander Komov.

## Carriera
La prima importante competizione Junior a cui partecipa è al Voronin Memorial, nel 2007, dove vince al volteggio e al corpo libero.
Nel 2008 partecipa ai WOGA e arriva terza al concorso generale individuale. Prende poi parte alla Massilia Cup, a Marsiglia. Arriva all'undicesimo posto nel concorso generale e settima al corpo libero.

### 2009: Festival Olimpico della Gioventù Europea
Il Festival Olimpico della Gioventù Europea è la prima competizione annuale per la Komova. Qui, vince il concorso generale individuale, l'oro alle parallele asimmetriche, alla trave e finisce terza al volteggio. Compete anche ai Japan Junior International e, anche qui, vince il concorso generale, l'oro alle parallele asimmetriche e alla trave
. L'ultima competizione del 2009 è al Voronin Memorial, dove vince di nuovo il concorso generale.

### 2010: Giochi Olimpici Giovanili
Grazie alle sue prestazioni, la Komova entra nella nazionale russa. Insieme ad Alija Mustafina (allora infortunata e quindi incapace di prender parte alle competizioni) diventa la promessa della Russia per i Giochi Olimpici Estivi di Londra.
Seguendo il successo riscosso ai Campionati Nazionali, la Komova gareggia agli Europei di Ginnastica Artistica dove ottiene un enorme successo. Vince il concorso generale individuale, il concorso generale a squadre, l'oro alla trave e al volteggio. Arriva seconda alle parallele asimmetriche.
Compete poi alle Giochi Olimpici Giovanili di Singapore, dove vince il concorso generale. È la ginnasta con il punteggio più alto ottenuto per il concorso generale (con 61.250 punti, è dietro solo a Jordyn Wieber che ai Visa Championships ottiene 61.450 punti). Vince anche l'oro al volteggio e alle parallele asimmetriche, arriva terza al corpo libero.
Grazie alle sue performance ai Giochi Olimpici Giovanili, la ginnasta russa viene paragonata alla campionessa statunitense Nastia Liukin. La vittoria a Singapore è il secondo importante titolo internazionale vinto nel 2010. In primavera vince il concorso generale individuale ai Campionati Europei, dove batte le concorrenti senior.
Il 13 novembre 2010 gareggia ai Freddy Cup Grand Prix dove arriva seconda alla trave e prima alle parallele asimmetriche.
Nonostante i suoi successi ginnici, la Komova dichiara che il suo miglior ricordo dell'anno è stato il cucciolo di Shih-Tzu che i genitori le hanno regalato.

### 2011: Mondiali di Tokyo
Inizia la nuova stagione competendo con la nazionale russa, ma il suo infortunio alla caviglia è persistente. Nonostante questo, però, arriva terza alle parallele asimmetriche e aiuta ancora la squadra a vincere il concorso generale. Arriva anche quarta alla trave. A causa del suo persistente infortunio alla caviglia, si ritira dal Campionato Europeo. Nel ritiro, il suo allenatore Andrej Rodienenko, sottolinea l'importanza di tutelare la salute della giovane ginnasta.
Il 15 maggio 2011 si reca in una clinica a Monaco di Baviera per controllare la caviglia che non si sta riprendendo nel modo previsto. I medici stabiliscono che la caviglia della Komova deve essere operata il 18 maggio 2011. Torna in Russia il 30 maggio dello stesso anno per poi ritornare a Monaco di Baviera il 15 luglio per assicurare la riuscita dell'intervento. I risultati sono positivi, così torna in Russia il 22 giugno dove inizia un leggero allenamento.
Il primo luglio un sito russo comunica che la Komova tornerà a praticare un allenamento completo verso le metà dello stesso mese. Conferma anche che la ginnasta ha subito due interventi alla caviglia e che a causa di ciò è rimasta ferma per due mesi. La stessa Komova afferma: «Stavo eseguendo un nuovo movimento, ho fatto un passo sbagliato e la caviglia si è slogata. Ecco come mi sono infortunata. E il primo infortunio mi è successo durante l'uscita alle parallele, poi al corpo libero. Ho dovuto iniziare tutto da capo.» Lo stesso sito riporta che negli ultimi diciotto mesi la ragazza è cresciuta di ben 11 centimetri.
Il 13 luglio 2011 il suo allenatore, Aleksander Aleksandrov, chiarisce la situazione della Komova. Al giornale russo Sport Express afferma: «Vika ha iniziato l'allenamento da poco. Si allena con il gruppo e fa anche degli allenamenti specializzati. Speriamo possa competere ai Campionati del Mondo. I medici russi avevano opinioni diverse riguardo alla cura della sua caviglia: alcuni consigliavano un intervento chirurgico, altri il contrario. Tutto ciò è durato fino a maggio, quando a Monaco i medici hanno detto che l'intervento era necessario.»
Il 17 agosto 2011 torna a competere alla Russian Cup a Ekaterinburg. Mentre al volteggio e al corpo libero fa semplici routine a causa dell'infortunio, alla trave e alle parallele asimmetriche svolge delle routine complete. Vince l'oro nel concorso generale a squadre e finisce seconda nel concorso generale individuale, dietro alla campionessa europea Anna Dement'eva. Vince inoltre l'oro alla trave e alle parallele asimmetriche.
Il 23 agosto viene annunciato che la Komova è un membro nella nazionale russa che parteciperà ai Campionati del Mondo di Tokyo.
Altra competizione a cui partecipa è la Ghent Challenger Cup di Gand in Belgio, il 3 e 4 settembre. Compete solo alla trave e alle parallele asimmetriche. Vince l'oro alle parallele con 15.650 punti, ma finisce quinta alla trave con 13.850 punti a causa di diversi errori.
Nell'ultima competizione prima di partire per i Mondiali di Tokyo, gareggia ai Dinamo International, a Penza. Vince il concorso generale individuale con 58.350 punti. Vince anche la medaglia d'oro alla trave (15.134 punti) e alle parallele asimmetriche (15.667 punti). Arriva quinta al corpo libero, dove continua a proporre versioni semplificate del suo esercizio a causa dell'infortunio.
Parte per Tokyo dove gareggia per qualificarsi ai Mondiali del 2011. La squadra russa si qualifica per la finale al secondo posto, mentre la Komova si qualifica prima alla finale del concorso generale individuale. All'evento finale inizia la competizione eseguendo un ottimo Yurchenko e arriva al quarto posto. Alle parallele asimmetriche esegue la sua routine in maniera pulita e vince l'oro davanti alla compagna di squadra Tat'jana Nabieva. Alla trave cade più volte e arriva all'ottavo posto. Si ritira dalla competizione al corpo libero, dove entra la riserva Ksenija Afanas'eva che vince l'oro. Nel concorso generale arriva seconda dietro a Jordyn Wieber per soli 0.033 punti. A causa di questo è visibilmente delusa e viene criticata pesantemente per non essersi congratulata con i concorrenti.
Il 10 dicembre 2011 partecipa al Grand Prix “Rana Gioiaverde Cup” a Catania. Arriva prima alle parallele asimmetriche con 15,700 punti e alla trave con 14,850 punti, dove bissa il successo dell'anno precedente al Grand Prix di Cagliari.

### 2012: Pre-Olimpiadi
Viene convocata per far parte della squadra nazionale che competerà ai Campionati Europei di Bruxelles dal 9 al 13 maggio. Con la Russia, grazie ad un punteggio complessivo di 172.562, si qualifica per la finale a squadre al secondo posto, dietro solamente alla Romania (177.472). Individualmente riesce a centrare la finale alla trave e alle parallele asimmetriche, attrezzo con cui ha vinto l'oro al Mondiale di Tokyo. Il 12 maggio, con un punteggio complessivo di 175.536, conquista l'argento nella finale a squadre. Il giorno seguente compete alle parallele asimmetriche e alla trave. A causa di diversi sbilanciamenti e una caduta, perde la possibilità di vincere una medaglia alla trave, mentre alle parallele vince l'oro con 15.666 punti.

#### Olimpiadi di Londra
Il 29 luglio, con la giornata di qualificazione femminile, inizia la sua avventura olimpica. Compete in tutti e quattro gli attrezzi e contribuisce a far qualificare la squadra russa al secondo posto, con un complessivo di 180.429, dietro gli Stati Uniti di un decimo circa (181.863). Individualmente svolge dei buonissimi esercizi al volteggio (15.633), alla trave (15.266), alle parallele asimmetriche (15.833) dove si qualifica per la finale rispettivamente al secondo e terzo posto. Nonostante un errore al corpo libero (13.900), col punteggio complessivo di 60.632 riesce a qualificarsi prima nella finale all-around. Si qualifica inoltre alla finale alle parallele asimmetriche e alla trave.
Il 31 luglio compete in tre attrezzi per la finale a squadre. Con degli altissimi punteggi, 15.833 al volteggio, 15.766 alle parallele asimmetriche, 15.033 alla trave, vince l'argento insieme alla squadra russa.
Il 2 agosto, grazie a delle ottime prestazioni al volteggio (15.466, con un'imprecisione all'arrivo), parallele (15.966), trave (15.441) e corpo libero (15.100) vince la medaglia d'argento nel concorso generale individuale (61.973), dietro di circa tre decimi dall'americana Gabrielle Douglas (62.232) che vince l'oro.
Durante la finale alle parallele Viktorija svolge un buon esercizio, ma tocca con i piedi lo staggio inferiore e vi sono alcune imprecisioni all'arrivo, finendo la gara al 5º posto. Alla trave invece cade durante l'esecuzione di un salto avanti e commette qualche errore all'atterraggio. Chiude la gara all'ultimo posto

### 2013: L'infortunio
Il suo anno post-olimpico inizia con un infortunio alla schiena e altri problemi causati dalla crescita, per questo motivo è costretta ad allenarsi in maniera leggera. Non partecipa ai Campionati Nazionali e ai Campionati Europei, ma continua ad allenarsi con l'obiettivo di partecipare ai Mondiali di ottobre. In agosto le viene diagnosticata la meningite virale ed è impossibilitata a partecipare alla Russian Cup e ai Campionati Mondiali.

### 2014: Il rientro in pedana
La Komova torna a gareggiare nell'aprile 2014, ai Campionati Russi, a Penza.
Si piazza 47ª nel concorso generale con 40.767 punti (non gareggia al corpo libero, ma ottiene un ottimo punteggio alle parallele asimmetriche di 14.900).
Nella finale a squadre contribuisce alla vittoria della squadra del Circondario federale centrale con 14.467 punti al volteggio e 15.333 alle parallele asimmetriche.
Nella finale alle parallele asimmetriche arriva ottava con 11.467, essendo caduta due volte. Gareggia anche nella finale alla trave ottenendo un punteggio di 14.367
Viene convocata per far parte della squadra nazionale che compete agli Europei di Sofia. Viktorija avrebbe dovuto competere alle parallele e alla trave ma, qualche giorno dopo, il suo nome è rimosso dall'elenco dei partecipanti per poter sottoporsi ad un intervento chirurgico alla caviglia destra. Viene sostituita da Anna Rodionova.
Recupera in tempo per partecipare alla Russian Cup, dichiarando che gareggerà solo alle parallele anche se, per la convocazione mondiale, ha bisogno anche di una buona trave. Durante la prima giornata di gara ottiene 14.700, nel concorso a squadre 14.400 e nella finale di specialità, con 15.367, batte la campionessa olimpica Alija Mustafina (15.267). Vince il bronzo con la squadra. La mancanza di un buon volteggio, come richiesto in seguito dai tecnici, non le permettono di partecipare alla rassegna iridata.

### 2015: Giochi Europei di Baku; Campionati del Mondo di Glasgow
A marzo compete ai Campionati Russi, dove vince la medaglia d'oro con la squadra e arriva quinta alla trave e alle parallele asimmetriche. Non viene convocata nella squadra nazionale che partecipa ai Campionati Europei di Montpellier, ma viene selezionata insieme ad Alija Mustafina e Seda Tutchaljan per partecipare ai I Giochi Europei di Baku in programma dal 14 al 21 giugno. Esegue dei buoni esercizi in tutti e quattro gli attrezzi e, con un complessivo di 56.956 punti (14.566 al volteggio, 14.866 alle parallele, 14.233 alla trave e 13.300 al corpo libero) vince la medaglia d'oro nel concorso a squadre. A causa della regola dei passaporti, non accede in alcuna finale di specialità.
Viene scelta per rappresentare la Russia ai Mondiali di Glasgow. Aiuta la squadra a qualificarsi per i Giochi Olimpici di Rio. Individualmente, vince la medaglia d'oro alle parallele pari merito con la connazionale Dar'ja Spiridonova, l'americana Madison Kocian e la cinese Yilin Fan.